# 澳門国際学校
澳門（マカオ）国際学校（マカオこくさいがっこう、英語: The International School of Macao 、公用語表記ː 澳門國際學校, Escola Internacional de Macau）は、マカオ・タイパ（氹仔）地区に本部を置くマカオのインターナショナル・スクール。マカオ国際空港に隣接し、澳門科技大学のK・Q区画を利用している。カナダ、アルバータ州から教育認定を受けている。

## 沿革
2002年、カナダのカリキュラムを地元生徒や海外生徒に提供することを目的とし、2002年に創設された。教育には英語が使用されている。
澳門科技大学のキャンパスを使用し、1期生として58名が入学した。当初はE区画を使用していた 。その後2006年に生徒数が500名を超え、キャンパス内の別の場所に新設された校舎に移転した。さらに2016年には第二次移転のため、1億8千万パタカを投資することを発表した 。
2006年にはカナダのアルバータ州教育局から学校として認可された。さらに、2017年からは国際バカロレア資格を取得できるかリニュラムを提供しており、11年生の時点でIBの有無を選択できる。

## 学生割合
2020年時点において、4割が地元マカオの生徒、16％が東南アジアを除くアジア地域、13％がヨーロッパ、13％が北米、8％がオーストラリア、6％が東南アジア、0.6％が南米、1.6％がその他地域からの生徒となっている。

## デジタル教育
2015年度から「シンク・デジタル」プログラムを開始し、セカンダリースクールの生徒全員に対してMacBookもしくはChromebookの持参を必須とした。